# Alicilio Pinto Silva Junior
Alicilio Pinto Silva Junior (født 15. maj 1977) er en tidligere brasiliansk fodboldspiller.
Han har spillet for flere forskellige klubber i sin karriere, herunder Kyoto Purple Sanga.